# Eggvena
Eggvena är kyrkbyn i Eggvena socken i Herrljunga kommun i Västergötland och är belägen väster om Herrljunga, nordost om Vårgårda och vid Nossans södra strand. 
I Eggvena ligger Eggvena kyrka, en grundskola för klasserna F-6 och en bygdegård. Bygdegården är en av Västra Götalands största. Här finns också runstenen Vg 152.